# Nomascus annamensis
Nomascus annamensis (Номаскус північний жовтощокий) — вид приматів з роду Nomascus родини Гібонові. Вид був відділений від Nomascus siki у 2010 році. N. annamensis відрізняється від N. siki генетичною структурою і криками. Самиці яскраво пофарбовані, самці чорного кольору з жовто-червоними щоками. Живе моногамно. Знаходиться у В'єтнамі, Камбоджі і Лаосі. Його місцем існування є тропічні ліси цих країн.